# NGC 7044
NGC 7044 is een open sterrenhoop in het sterrenbeeld Zwaan. Het hemelobject werd op 17 oktober 1786 ontdekt door de Duits-Britse astronoom William Herschel.

## Synoniemen
- OCL 198